# Ponthieu
Pour les articles homonymes, voir Ponthieu (homonymie).
Le Ponthieu [pɔ̃.tjø] (en picard : Pontiu) est un pays traditionnel de France faisant partie de la Picardie dont la capitale est Abbeville. Le Ponthieu fut également un comté.
C'est aujourd'hui un « pays » au sens de la loi d'orientation pour l'aménagement et le développement du territoire de 1995.

## Géographie

### Localisation
Le Ponthieu est bordé par le Vimeu au sud, l'Amiénois à l'est, ainsi que le Ternois et le Boulonnais au nord.
Le Ponthieu se situe dans la région des Hauts-de-France et plus précisément entre les départements de la Somme et du Pas-de-Calais. Il fait partie historiquement et culturellement de la Picardie. Son territoire correspond aux arrondissements d'Abbeville en majorité, de Doullens et de Montreuil en partie. Le territoire est bordé au nord par la Canche et l'Authie, à l'ouest par la Manche et au sud par la Somme. La limite est du Ponthieu est assez flou en absence de limites "naturelles" claires.

### Géologie et relief
La craie est omniprésente dans la sol du Ponthieu et plus généralement en Picardie.
Le Ponthieu est caractérisé par un relief de très faible altitude: celui-ci dépasse rarement les 50 m. C'est une région maritime qui comprend de nombreuses villes de bord de mer comme Le Crotoy, Quend, Fort-Mahon-Plage, Berck ou Le Touquet-Paris-Plage.

### Hydrographie
Le réseau hydrographique est organisé autour de 3 fleuves qui sont la Somme, l'Authie et la Canche. La vallée de l'Authie sépare le Ponthieu dans un axe nord/sud. On peut évoquer également la Maye, d'une longueur de 37,7 km. Le Ponthieu est d'après l’Agence de l'eau Artois-Picardie partagée entre les bassins versants de Canche-Authie-Boulonnais et de la Somme. Le territoire compte tout de même 3 estuaires qu'on appelle plus régulièrement baie (Somme, Authie et Canche).

### Climat
La région a un climat océanique altéré d'après le CNRS. Les températures se situent entre 0 °C et 10 °C en hiver et dépassent les 20 °C en été. En 2020, Météo-France publie une typologie des climats de la France métropolitaine dans laquelle la région est exposée à un climat océanique et est dans la région climatique Côtes de la Manche orientale, caractérisée par un faible ensoleillement (1 550 h/an) et une forte humidité de l’air (plus de 20 h/jour avec humidité relative > 80 % en hiver).

### Paysages

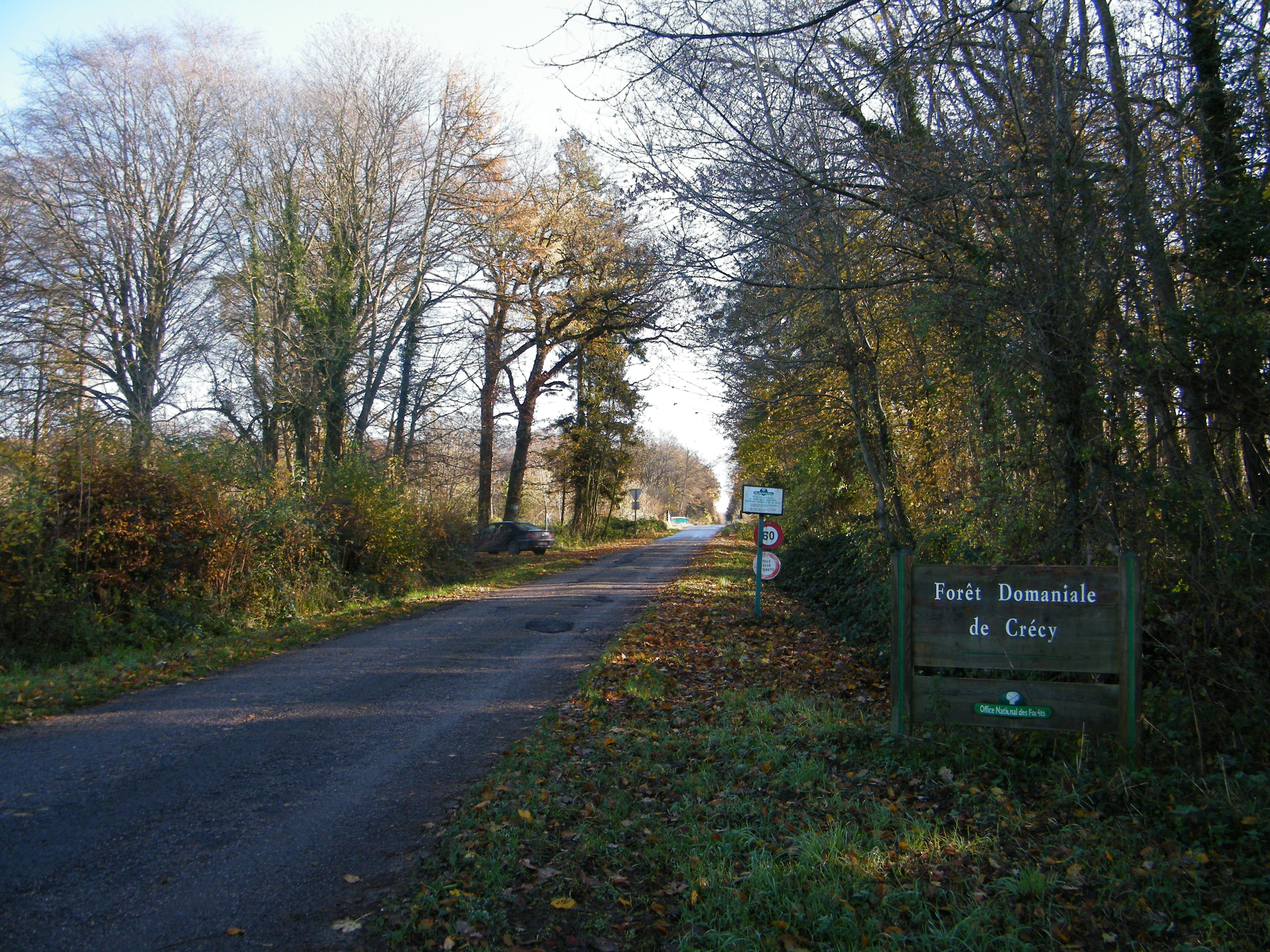
L'entrée de la forêt de Crécy.

L'intérieur de la région est marqué par la présence d'openfield comme c'est fréquemment le cas en Picardie. On y retrouve également de nombreux petits bois à l'exception de la forêt de Crécy qui fait partie des plus grands massifs forestiers des Hauts-de-France.

### Milieux naturels et biodiversité

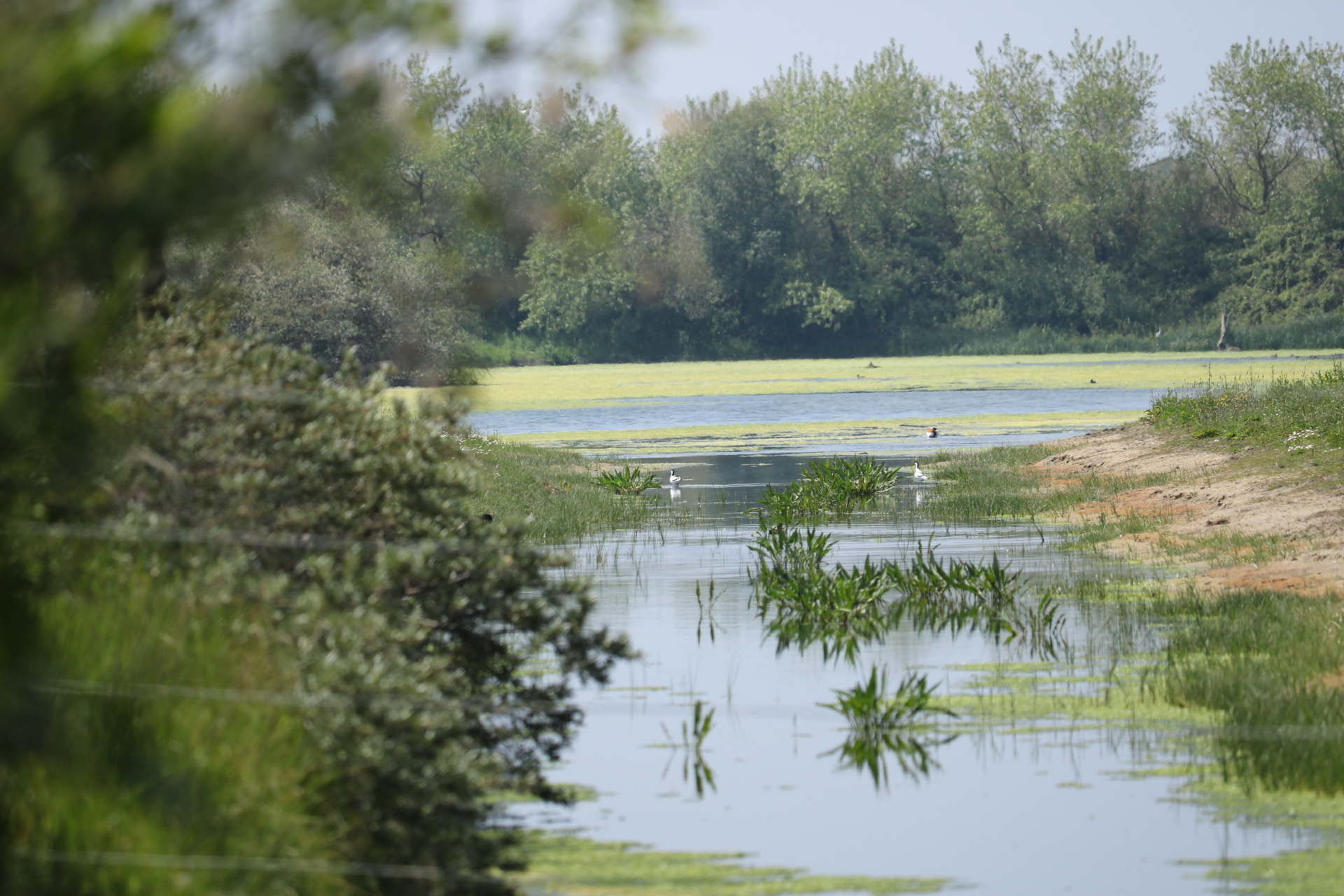
Le parc du Marquenterre.

Le Marquenterre est une petite région naturelle faisant partie du Ponthieu. Elle est située plus précisément le long du littoral entre les départements de la Somme et du Pas-de-Calais. Les communes principales sont Quend, Fort-Mahon-Plage et Le Crotoy pour la Somme et Le Touquet-Paris-Plage, Berck et Cucq pour le Pas-de-Calais. C'est une zone particulièrement humide avec de nombreux zones marécageuses comme les étangs de Waben et Conchil-le-Temple. Contrairement au reste du littoral samarien, les plages sont faites de sables et non de galets. Le Marquenterre compte de nombreuses dunes et est boisé. Le Parc du Marquenterre est un parc ornithologique créé et protégé depuis 40 ans. On peut y retrouver de nombreux oiseaux comme la spatule blanche ou l'avocette élégante. Nous pouvons apercevoir des phoques veaux-marins notamment en Baie de Somme. Enfin, le henson est une race de cheval se trouvant exclusivement en Baie de Somme.

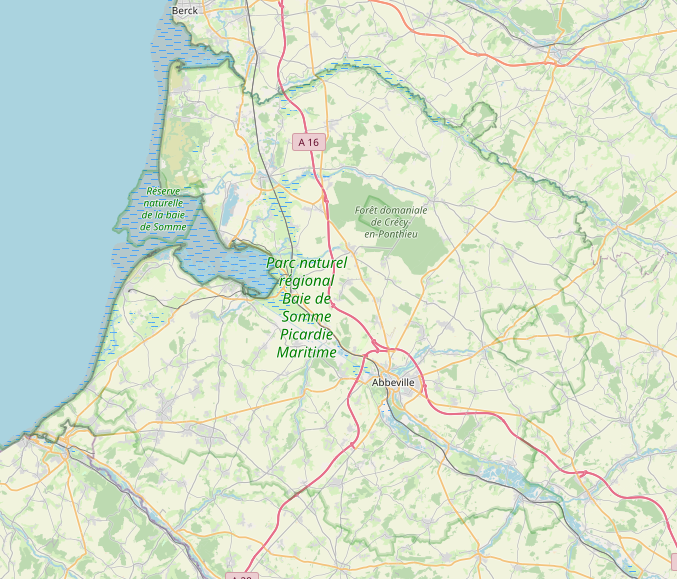
La carte du parc naturel régional Baie de Somme - Picardie maritime.

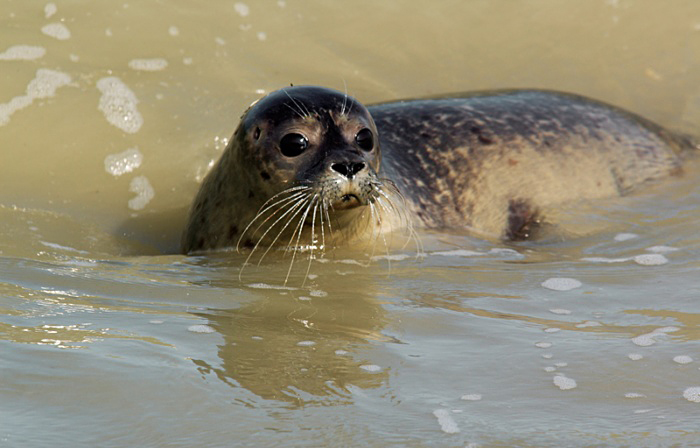
Un phoque veau marin, le Hourdel, baie de Somme.
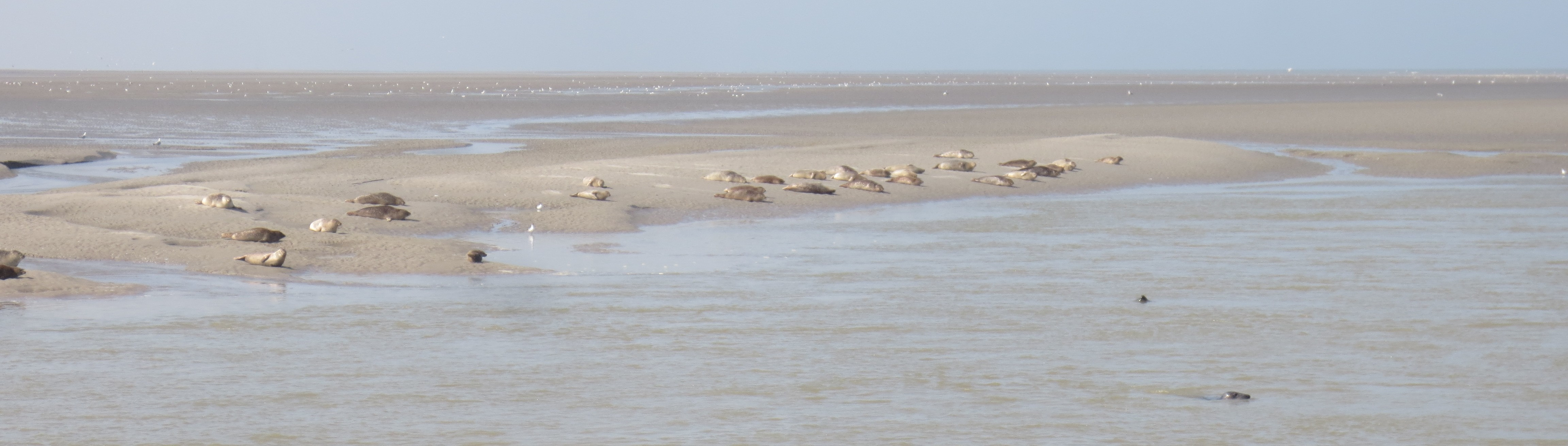
Les phoques à Berck.

La zone est protégé depuis 2020 avec la création du Parc naturel régional Baie de Somme - Picardie maritime

## Urbanisme

### Axes de communication
La région compte de nombreux axes permettant de relier la Normandie au Boulonnais et plus généralement Calais et le Royaume-Uni. L'axe majeur est l'autoroute A16 appelée l'Européenne qui relie la région parisienne à Bray-Dunes dans le département du Nord et se prolonge en Belgique. L'autoroute A28 quant à elle débute à Abbeville pour se terminer à Tours.
La région est traversée par 2 routes départementales majeures dans un axe nord/sud. La RD 928 entre dans le Ponthieu au niveau d'Abbeville pour rejoindre Hesdin. La RD 1001 dans la Somme et RD 901 dans le Pas de Calais relie Amiens à Dunkerque en passant par Abbeville et Boulogne-sur-Mer.

### Transports

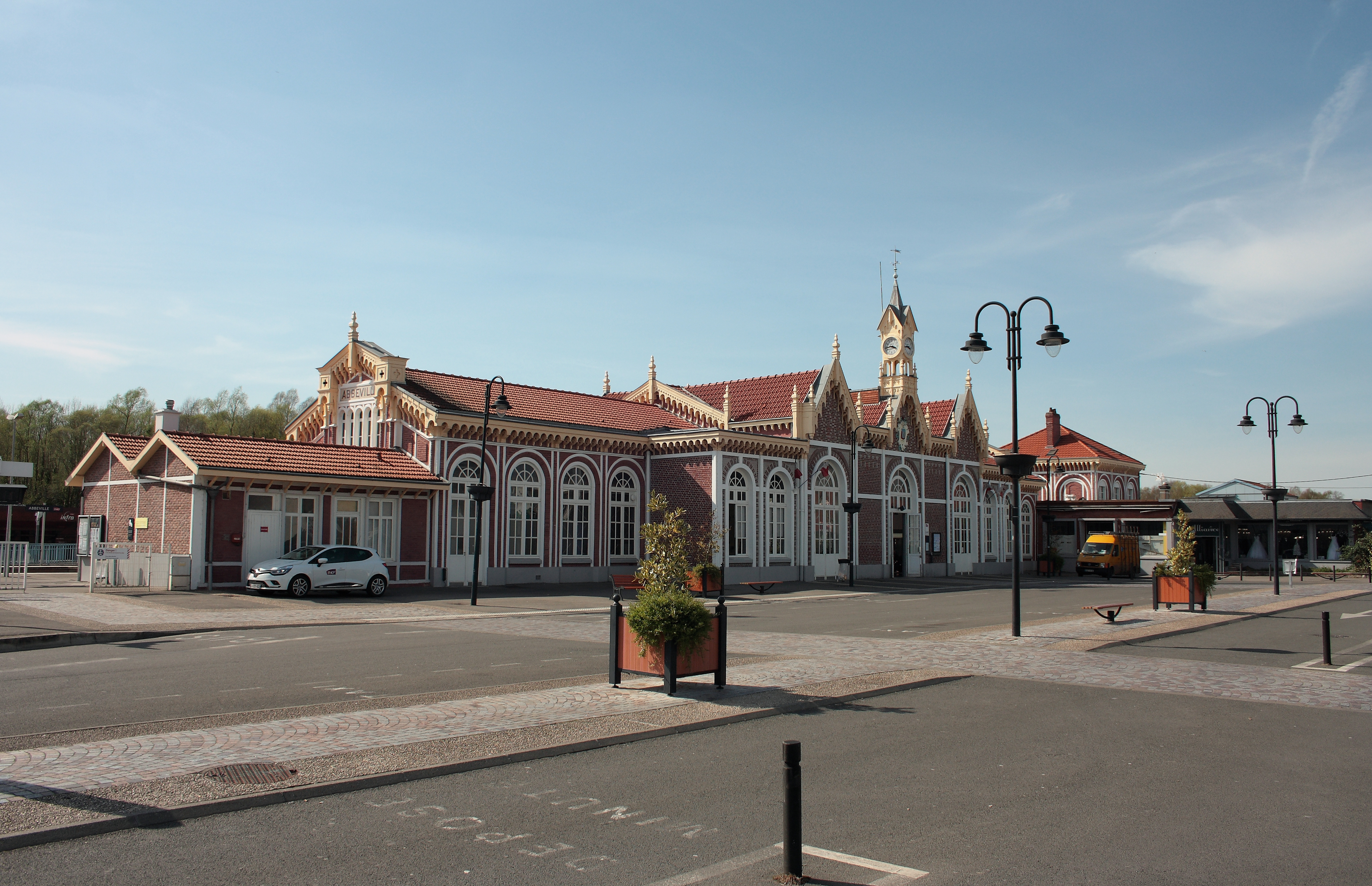
La gare d'Abbeville.

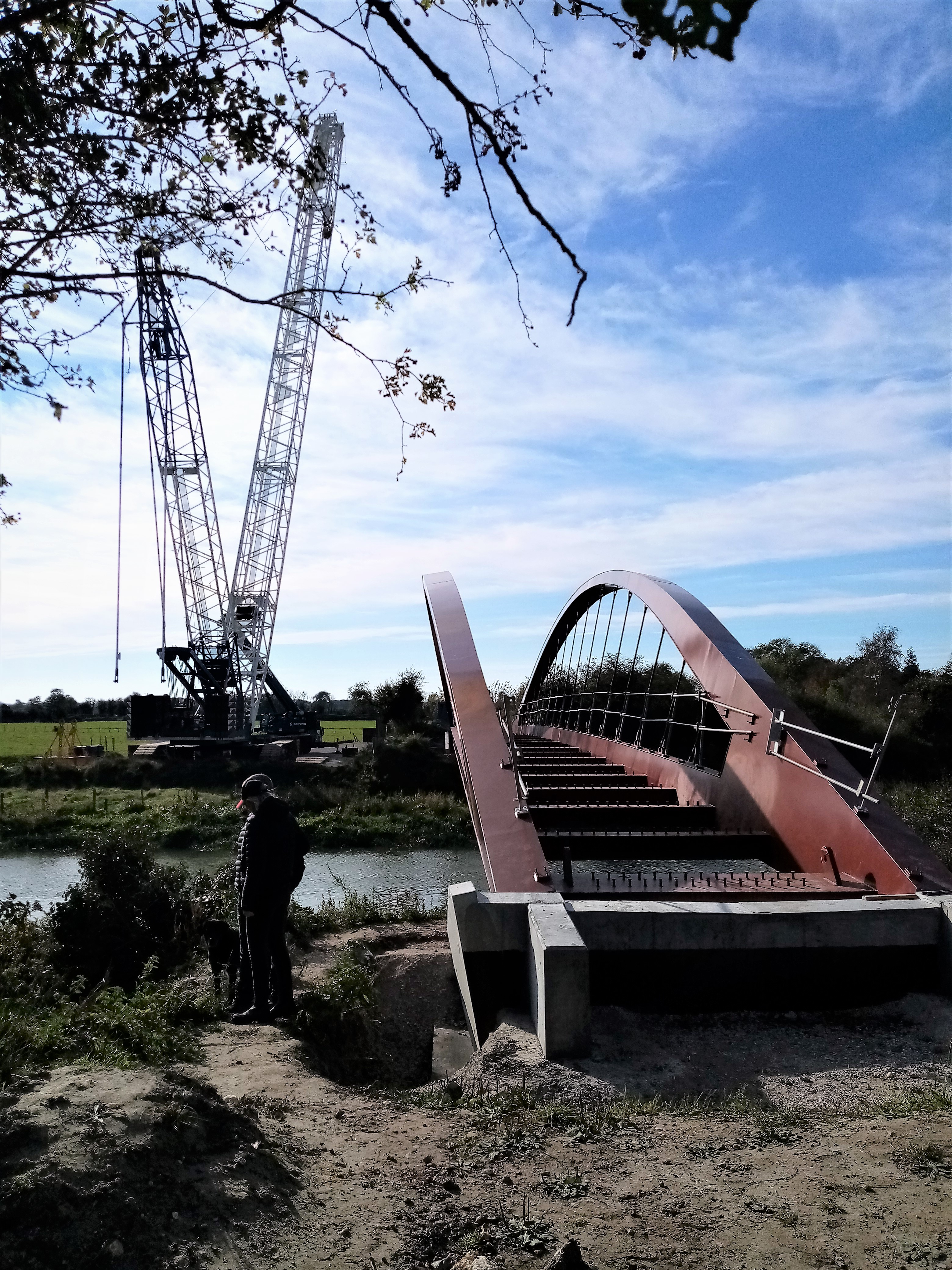
Le pont de l'EuroVelo 4 en travaux au niveau de Fort-Mahon-Plage.

Seules 2 lignes de chemin de fer sont présentes dans le Ponthieu. Une première part d'Amiens pour rejoindre Abbeville puis Boulogne-sur-Mer. Une autre part de Étaples/Le Touquet, passe par Montreuil-sur-Mer et Hesdin pour rallier Arras.
Le Ponthieu est très accessible via le réseau de bus Trans'80 dans la Somme. En effet, il y a 10 lignes qui forment un réseau dense. La ligne 726 relie Abbeville à Doullens, la ligne 726 part d'Abbeville pour arriver à Hesdin, les lignes 710 et 762 permettent de relier Abbeville à Berck en passant par Rue.
A contrario, le réseau de bus est peu développé dans le Pas-de-Calais. Seul une ligne passe dans le Ponthieu: elle part de Montreuil-sur-Mer pour arriver à Arras.
Concernant le réseau cyclable, celui-ci est inexistant à l'exception d'une voie de l'EuroVelo 4 passant par Le Crotoy, Berck et Le Touquet-Paris-Plage.

## Toponymie
L'origine exacte du mot Ponthieu est inconnue. Ponthieu est écrit Ponticio en 1213 et Pontiu au XIIIe siècle d'après les anciens noms d'Abbeville.
Plusieurs communes ont le toponyme Ponthieu dans leurs noms: Bernay-en-Ponthieu, Crécy-en-Ponthieu, Millencourt-en-Ponthieu, Maison-Ponthieu, Domart-en-Ponthieu.
La commune de Ponthoile tire son nom directement de Ponthieu.
Une rue de Ponthieu existe à Paris dans le 8e arrondissement.

## Histoire
794 – 1690
896 ans
Entités précédentes :
- Neustrie (Empire carolingien)

Entités suivantes :
- Royaume de France (Picardie)

Les origines du comté de Ponthieu ne sont pas formellement attestées mais l'entité politique est néanmoins présente. Il semblerait que pour défendre la vallée de Somme contre les Vikings, Charlemagne ait créé une marche autour d'Abbeville, dont Angilbert aurait été le premier à assumer les fonctions.
Le Duc des terres maritimes chargé de ce commandement administrerait le Ponthieu et pour disposer de revenus suffisants pour financer des troupes, aurait la charge d'« avoué de Saint-Riquier ».
Après la mort d'Angilbert, son fils Nithard lui succède et, à la mort de ce dernier, le Ponthieu est alors attribué à un certain Louis, suivi d'un prénommé Rodolphe (les deux étant des Welfs).
Le comté passe alors à la maison de Montreuil dont les membres prirent le titre de comte de Montreuil.
Dans la seconde moitié du Xe siècle, les Robertiens annexent le comté. Plus tard, en 996, Hugues Capet le donne en fief à un de ses gendres, le chevalier Hugues Ier de Ponthieu. Le fils de ce dernier, Enguerrand Ier, ne prit le titre de comte de Ponthieu qu'en 1024, après avoir tué le comte de Boulogne et épousé sa veuve. En 1221, la couronne capte momentanément le comté de Ponthieu afin d'éviter qu'il ne passe à Simon de Dammartin, époux de l'héritière, Marie de Ponthieu, et vaincu en 1214 à Bouvines.
Le comté passe ensuite à la famille de Montgommery, puis à celle des Dammartin, aux rois de Castille et aux Plantagenêts.
En 1271, sont recensés dans le comté, cinq pairs : les seigneurs de Pont-Rémy, Cauroy, Aischery, Laviers, (Grand-Laviers), Bouvaque.
En 1337, au début de la guerre de Cent Ans, Philippe VI de Valois confisque le comté à Édouard III d'Angleterre. Le fils de Philippe, Jean II le Bon, le rend en 1360 par le traité de Brétigny puis Charles V le reconquiert en 1369 et le réunit au domaine royal.
De 1417 à 1430, le comté est occupé par les Anglais, et plus tard, de 1435 à 1477, cédé aux ducs de Bourgogne.
En 1477, Louis XI le réunit au domaine royal et forme avec le Vermandois, le comté de Guînes et le comté de Boulogne, un nouveau gouvernement militaire, le Gouvernement général de Picardie.
À la suite de la création du gouvernement de Picardie, le comté est donné en apanage à plusieurs nobles de 1583 à 1690 et il revient de manière permanente à la Couronne.
Une rue de Paris, située dans le 8earrondissement, porte son nom depuis la fin du XVIIIe siècle.
À l'époque du duc Guillaume, il était borné par l'Artois à l'orient, la Normandie à l'occident, y compris le pays de Caux et le comté d'Eu (avant 960, par démembrement du comté de Flandre).

## Politique et administration
Le Ponthieu est un pays traditionnel partagé entre les départements de la Somme et du Pas-de-Calais. Son territoire fut partagé entre 2 régions françaises de 1956 à 2015, le Nord-Pas-de-Calais et la Picardie et depuis, des Hauts-de-France.

Les communautés de communes du Ponthieu,.

La communauté de communes Ponthieu-Marquenterre regroupe 71 communes au sein du pays traditionnel cependant, elle ne regroupe pas tout le Ponthieu.
Le reste du territoire pontin est partagé entre les communautés de communes :
- du Territoire Nord Picardie
- Nièvre et Somme
- du Ternois
- des 7 Vallées

et les deux communautés d'agglomération :
- des Deux Baies en Montreuillois
- de la Baie de Somme

## Population et société

La densité de population dans le pays traditionnel du Ponthieu,.

### Démographie
Le Ponthieu est un territoire essentiellement rural et peu peuplé à l'exception du littoral entre Berck - Le Touquet-Paris-Plage.
| Nom                    | Code Insee | Intercommunalité                   | Superficie (km2) | Population (dernière pop. légale) | Densité (hab./km2) | Modifier                                    |
| ---------------------- | ---------- | ---------------------------------- | ---------------- | --------------------------------- | ------------------ | ------------------------------------------- |
| Abbeville              | 80001      | CA de la Baie de Somme             | 26,42            | 22 406 (2022)                     | 848                | modifier les données · modifier les données |
| Berck                  | 62108      | CA des Deux Baies en Montreuillois | 14,88            | 12 967 (2022)                     | 871                | modifier les données · modifier les données |
| Cucq                   | 62261      | CA des Deux Baies en Montreuillois | 13,16            | 5 165 (2022)                      | 392                | modifier les données · modifier les données |
| Rang-du-Fliers         | 62688      | CA des Deux Baies en Montreuillois | 10,47            | 4 339 (2022)                      | 414                | modifier les données · modifier les données |
| Le Touquet-Paris-Plage | 62826      | CA des Deux Baies en Montreuillois | 15,31            | 4 223 (2022)                      | 276                | modifier les données · modifier les données |
| Merlimont              | 62571      | CA des Deux Baies en Montreuillois | 21,49            | 3 348 (2022)                      | 156                | modifier les données · modifier les données |
| Rue                    | 80688      | CC Ponthieu-Marquenterre           | 29,06            | 3 050 (2022)                      | 105                | modifier les données · modifier les données |
| Verton                 | 62849      | CA des Deux Baies en Montreuillois | 11,06            | 2 557 (2022)                      | 231                | modifier les données · modifier les données |
| Le Crotoy              | 80228      | CC Ponthieu-Marquenterre           | 16,32            | 1 965 (2022)                      | 120                | modifier les données · modifier les données |
| Montreuil-sur-Mer      | 62588      | CA des Deux Baies en Montreuillois | 2,85             | 1 902 (2022)                      | 667                | modifier les données · modifier les données |

#### Abbeville

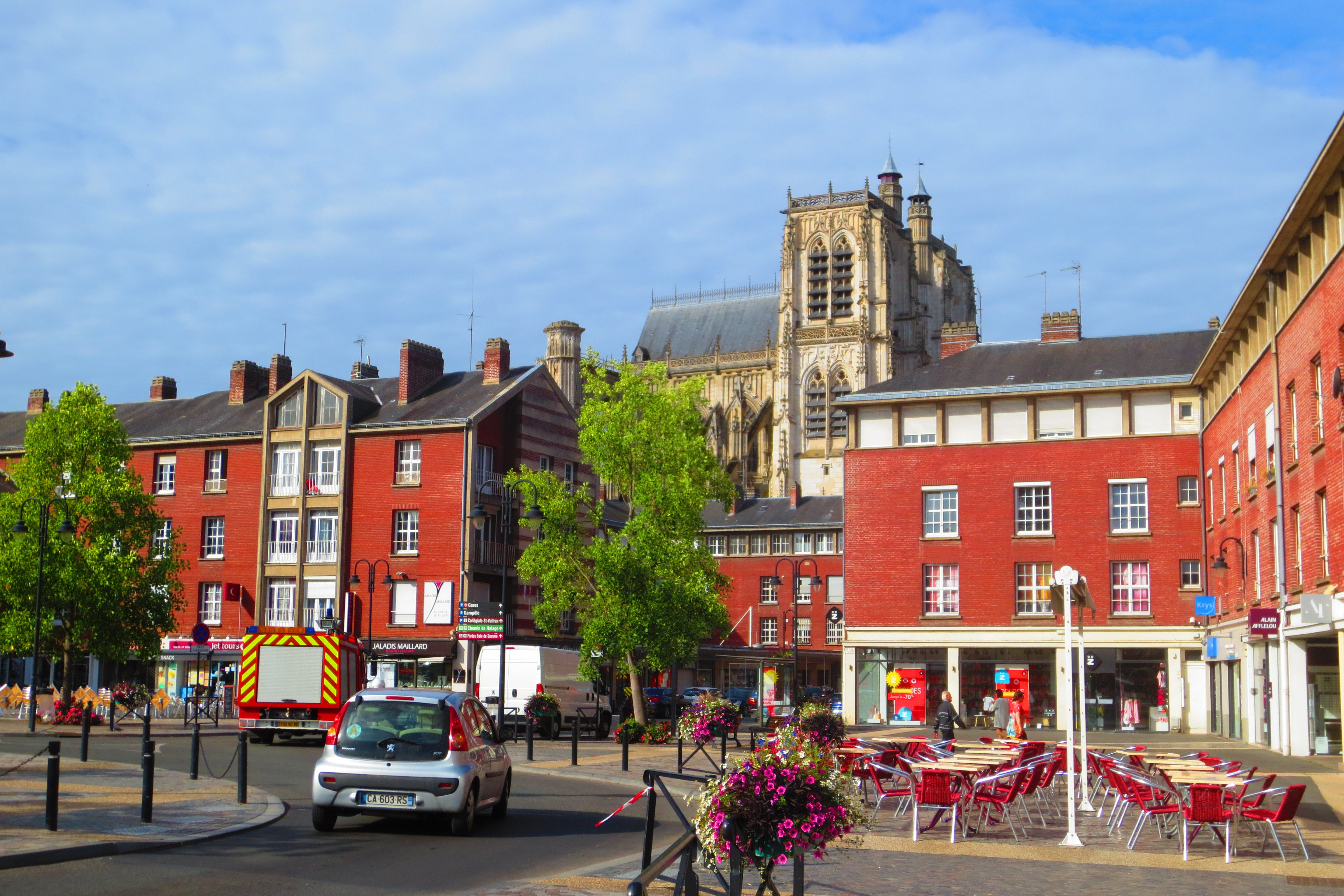
Le centre d'Abbeville.

Abbeville est la capitale historique du Ponthieu. Bien que la cité soit à la frontière du pays, celle-ci est la ville la plus importante du territoire. Abbeville est la seconde ville la plus peuplée du département de la Somme et en est une sous-préfecture.

#### Montreuil-sur-Mer

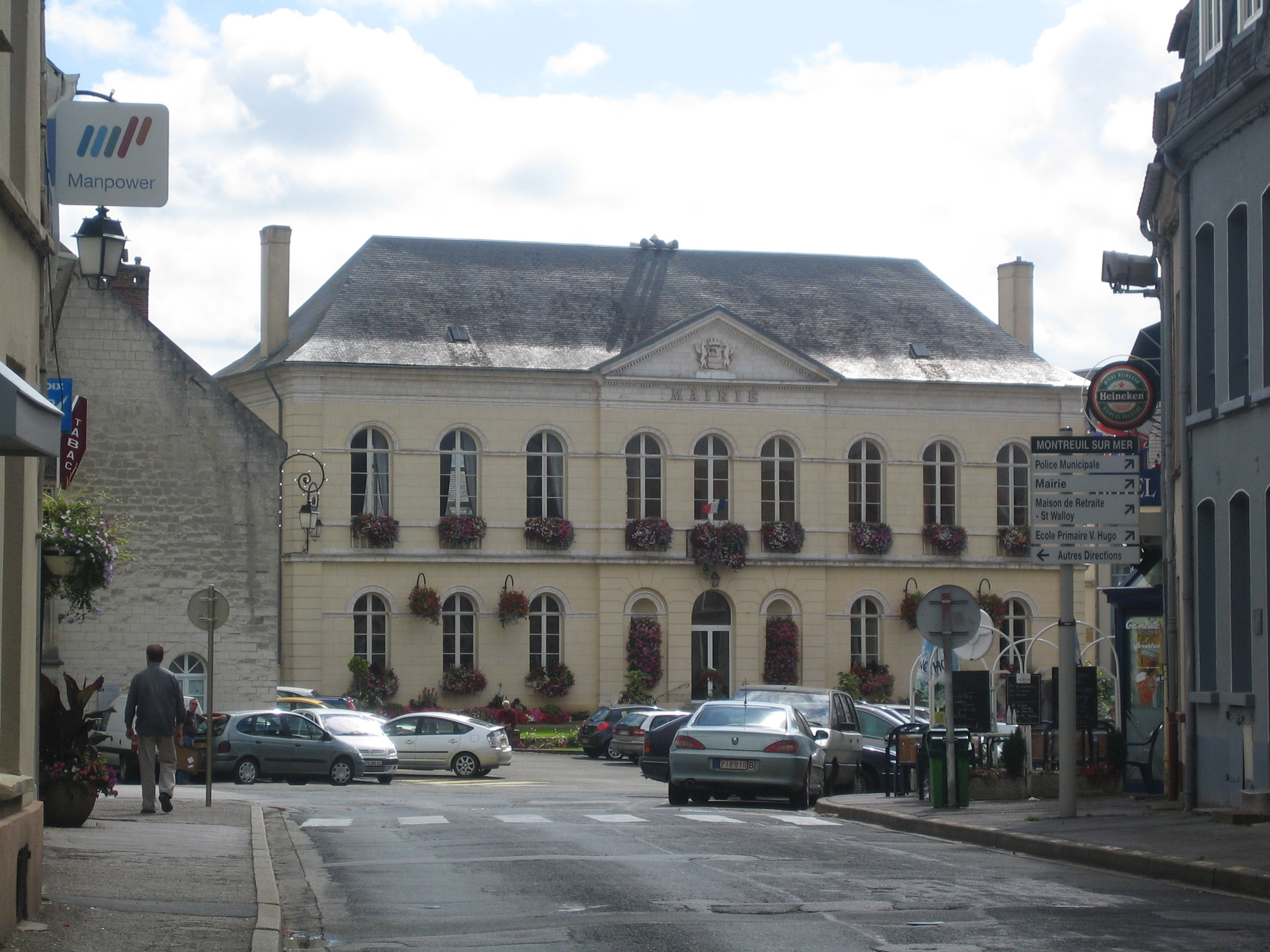
La mairie de Montreuil-sur-Mer

Montreuil-sur-Mer malgré sa faible population est une ville importante du Pas-de-Calais. Pendant longtemps la ville a été une place forte du Comté de Ponthieu et de Picardie. Depuis la création des départements, Montreuil est une sous-préfecture du Pas-de-Calais.

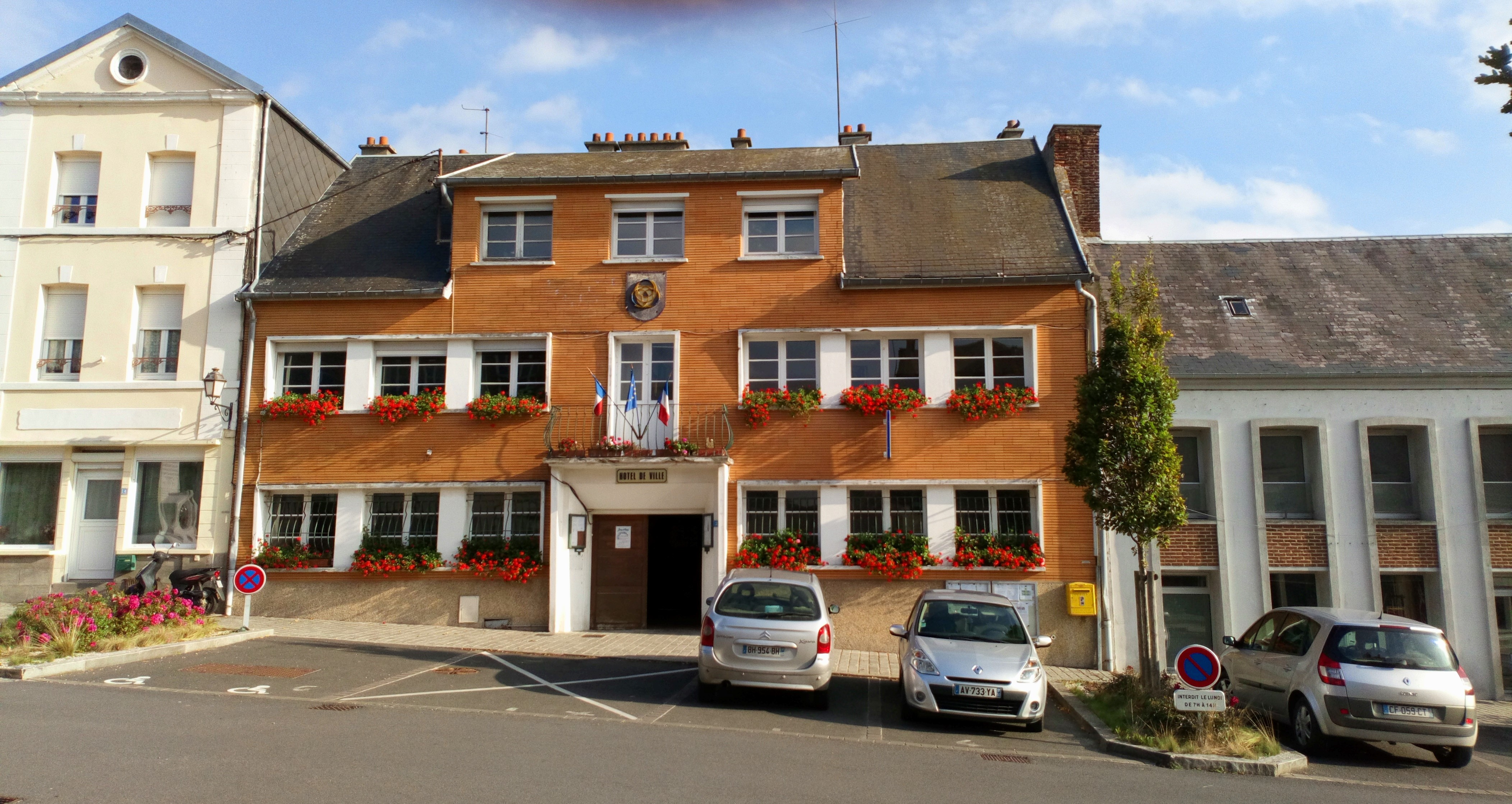
La mairie de Crécy-en-Ponthieu.

#### Crécy-en-Ponthieu
Crécy-en-Ponthieu est un bourg peuplé d'environ 1000 habitants et est connue pour son immense forêt et fut le lieu de la Bataille de Crécy en 1346. La commune, rurale, est essentielle à l'échelle locale grâce à ses nombreuses commodités.

#### Rue

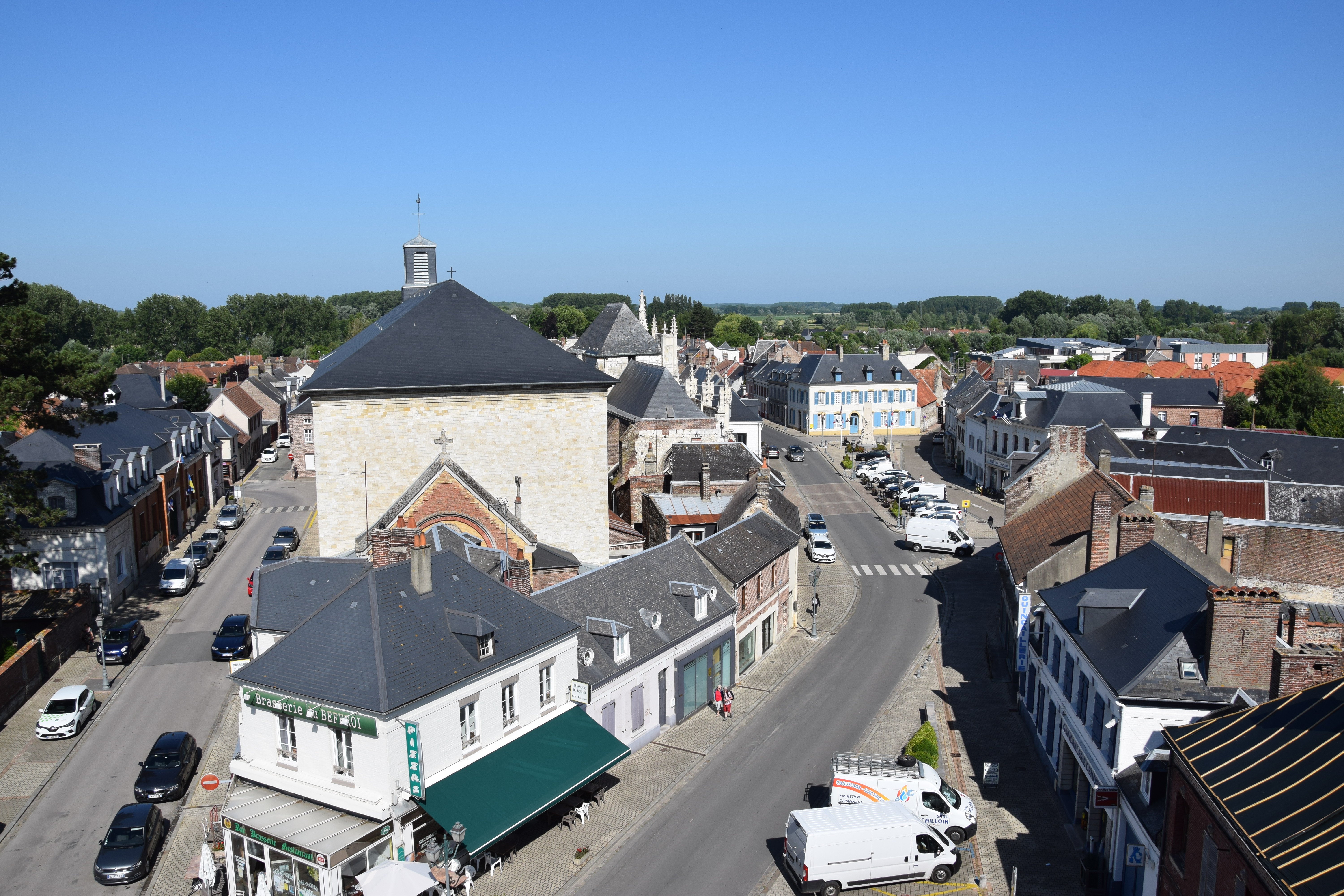
Centre de Rue.

Ville du nord-ouest de la Somme, Rue se situe entre Abbeville et Berck. Proche de la mer et ayant un patrimoine naturel et culturel riche, Rue est une ville typique du Ponthieu et de la région naturelle du Marquenterre

#### Domart-en-Ponthieu

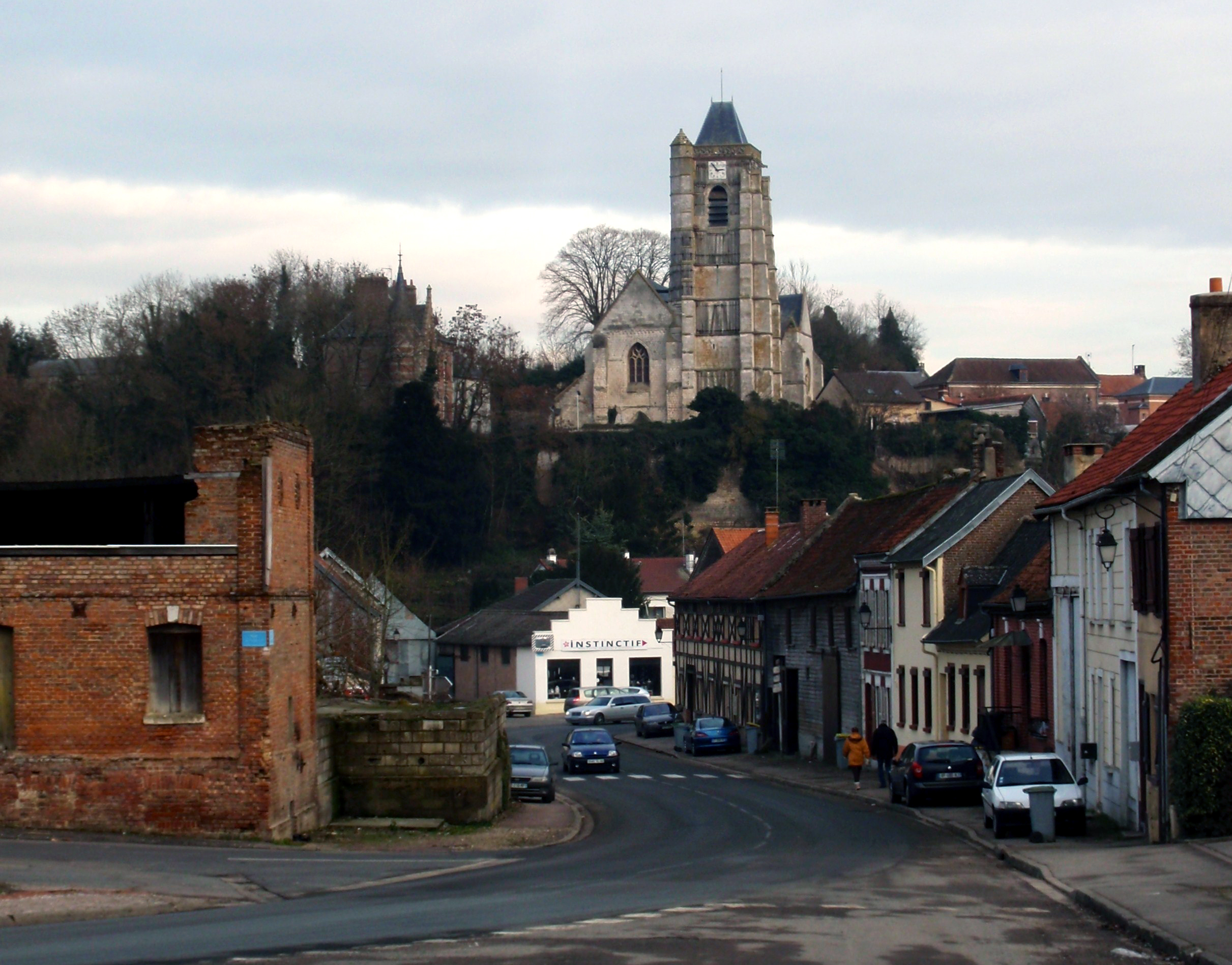
Le centre de Domart-en-Ponthieu.

Domart-en-Ponthieu est un bourg situé au sud du Ponthieu. Excentrée dans son pays traditionnel, la commune entretient des liens étroits avec le pays voisin, l'Amiénois. Ainsi, Domart-en-Ponthieu est un village où se mêlent les cultures pontines et amiénoises.

## Culture locale et patrimoine

### Lieux et monuments

#### Patrimoine architectural
Le rouge barre est un appareillage de briques et de pierres blanches que l'on trouve généralement sur les murs d'anciennes bâtisses. On en retrouve également dans l'Amiénois, l'Artois et le Cambrésis. La majorité des églises de la région ont été construites en pierre blanche plutôt qu'en brique.

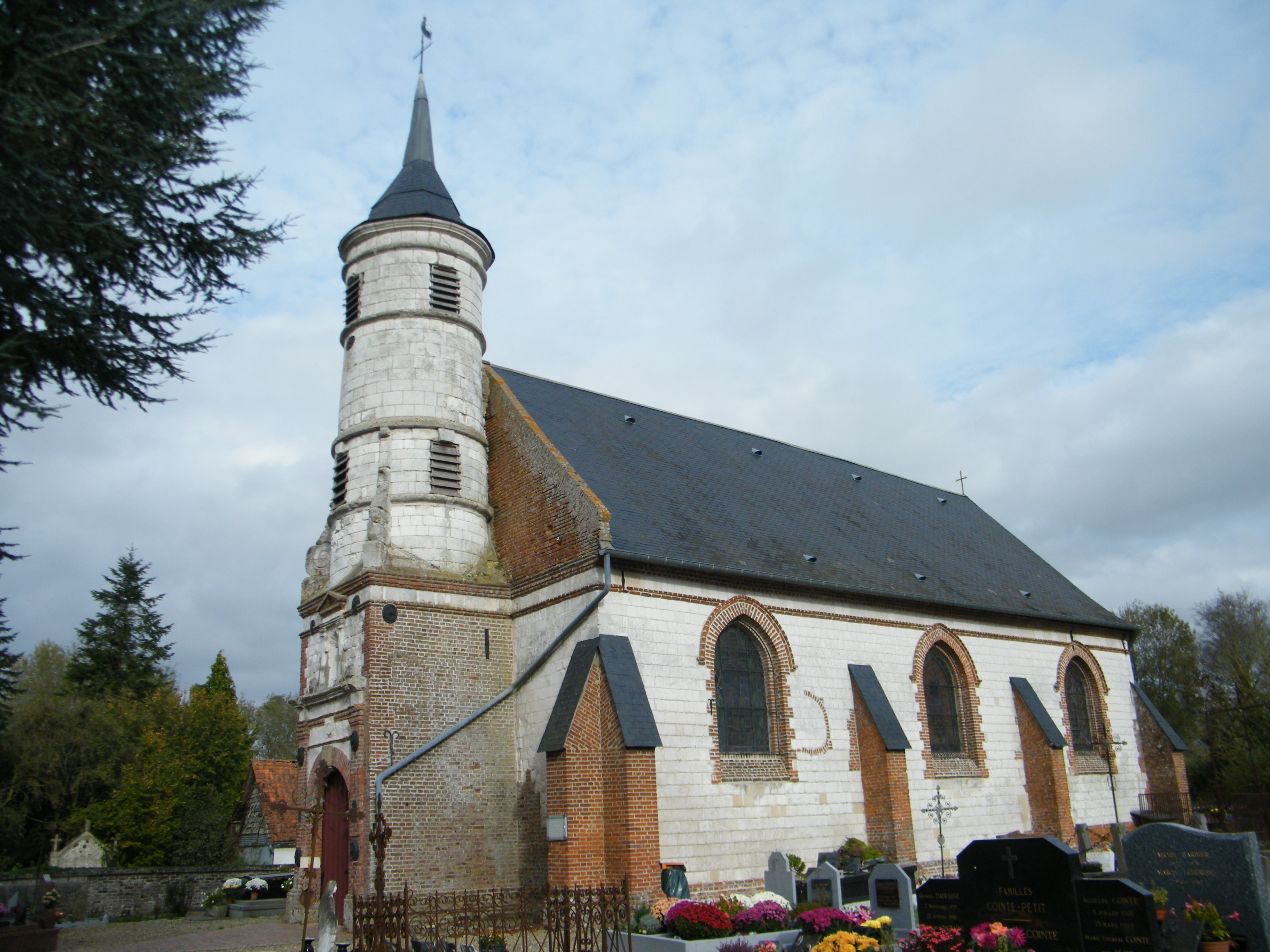
L'église de Millencourt-en-Ponthieu.
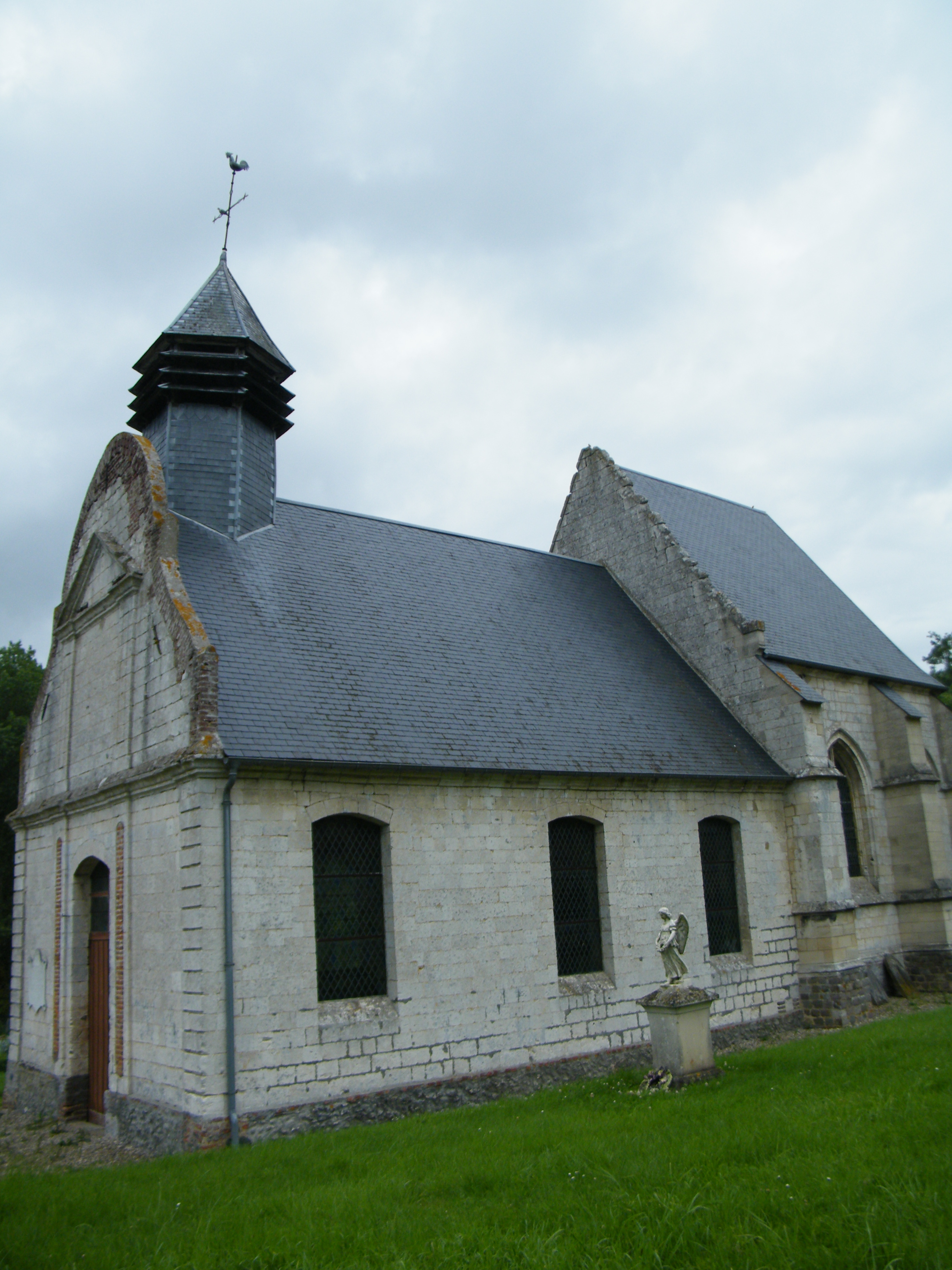
L'église Saint-Pierre de Frohen-sur-Authie.
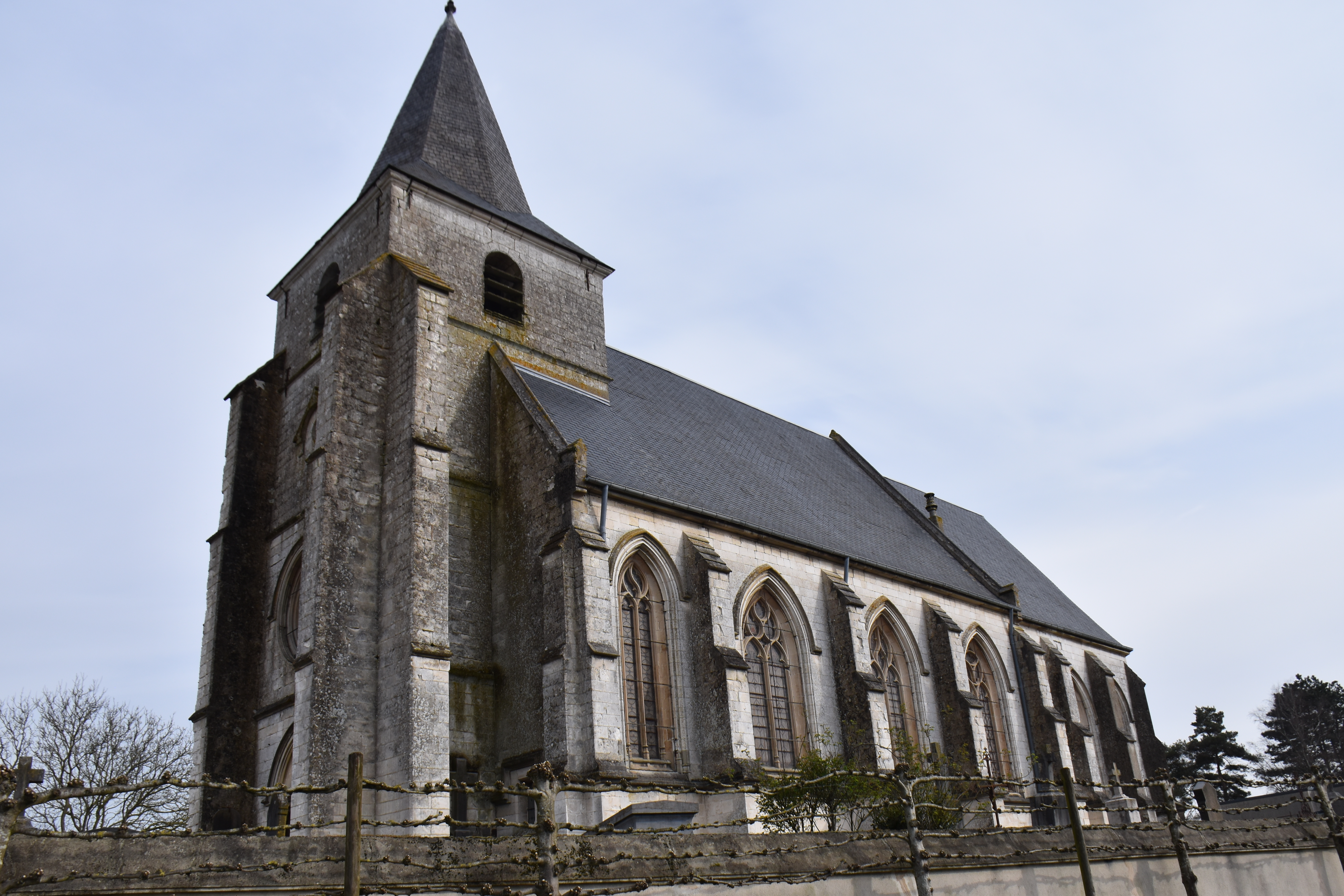
L'église de Wailly-Beaucamp.

La Ponthieu a obtenu la labellisation Villes et Pays d'art et d'histoire en 2023, qui vise à protéger, valoriser et promouvoir le patrimoine régional.
Le pays est riche en patrimoine castral : on peut y trouver de nombreux châteaux comme le château de Dompierre-sur-Authie ou encore le château de Regnière-Écluse.
Cette région est également réputée pour ses abbayes, comme l'abbaye de Saint-Riquier et l'abbaye de Valloires à Argoules, entourée de jardins. Le Ponthieu compte aussi plusieurs beffrois, en particulier ceux de Rue et de Saint-Riquier.
La ville de Montreuil-sur-Mer est en partie une ville fortifiée et possède de nombreux bâtiments historiques tels que sa citadelle, l'Hôtel-Dieu ou l'ancien orphelinat.
Abbeville, située sur les rives de la Somme et partagée entre le Ponthieu et le Vimeu, possède un centre historique et une collégiale, la collégiale Saint-Vulfran.

#### Patrimoine naturel

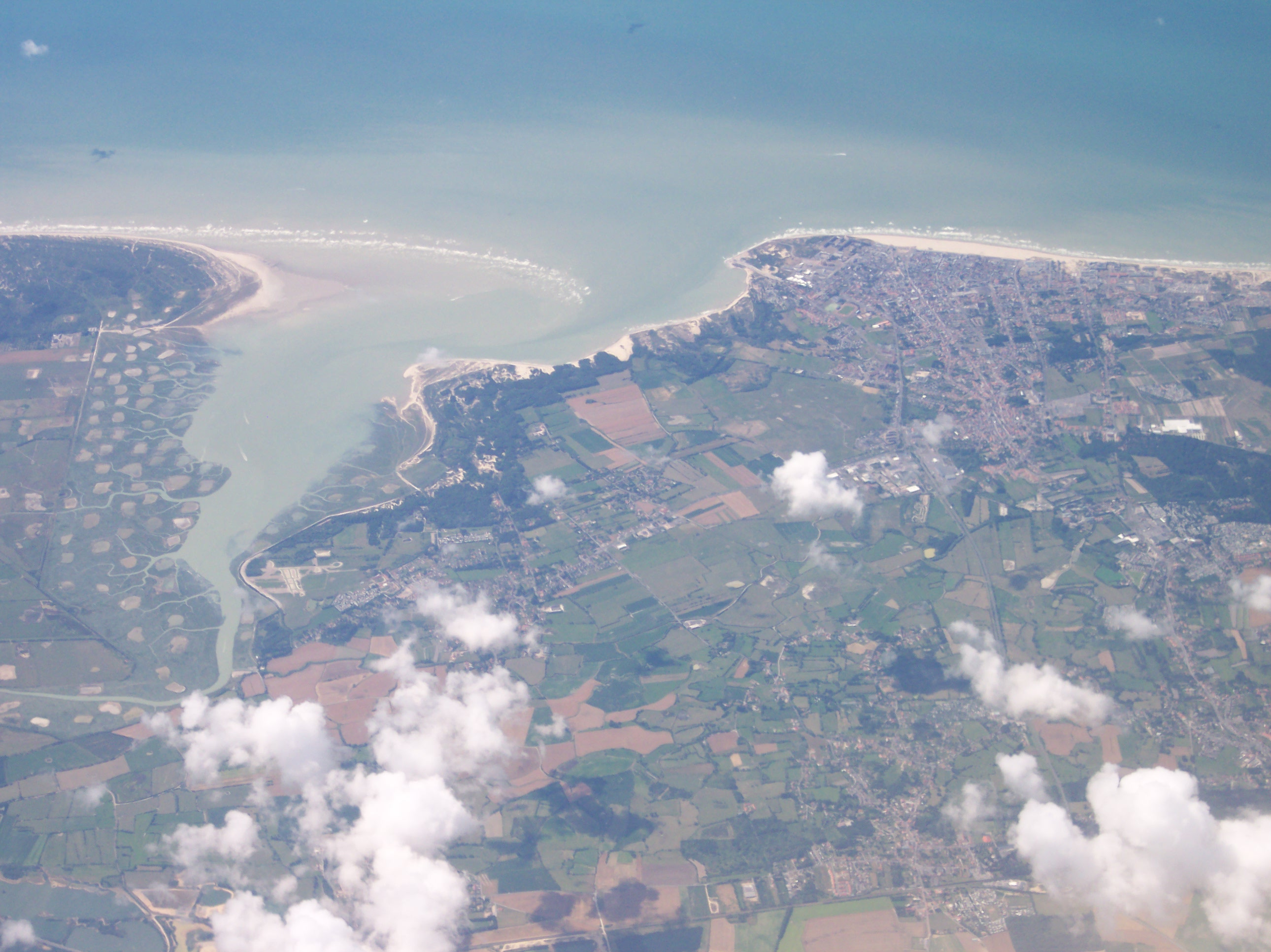
La baie d'Authie, entre Fort-Mahon-Plage et Berck.

La forêt domaniale de Crécy d'une superficie de 4 300 ha est la plus grande forêt de la Somme. On y trouve beaucoup de gibiers. Elle est classée ZNIEFF et zone Natura 2000
Le Ponthieu est une terre de nature comme le témoigne la Baie d'Authie, la Baie de Somme et le Parc du Marquenterre.

### Gastronomie

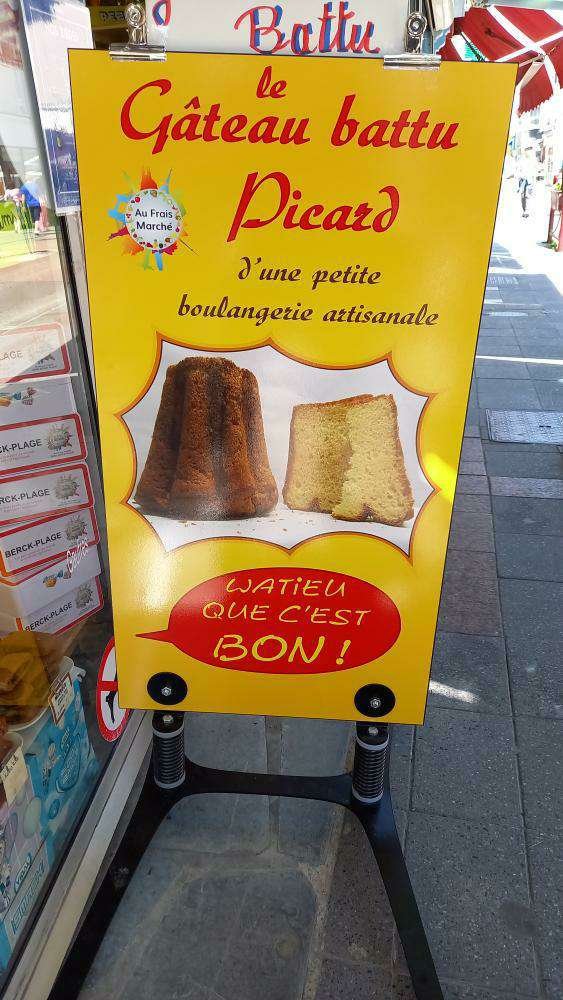
Le gâteau battu picard, servi dans une boutique à Berck (Pas-de-Calais).

La gâteau battu est la spécialité emblématique de la région, il est surtout fabriqué et consommé autour d'Abbeville et dans le Marquenterre. La salicorne, produite dans la Baie de Somme, appartient au patrimoine gastronomique du Ponthieu.
La bière est l'alcool préféré des Pontins, et à Domart-en-Ponthieu se trouve une brasserie artisanale, la Brasserie de la Somme.
On retrouve aussi de nombreuses friteries nommées « barques à frites » localement, et principalement sur les grandes routes et sur la côte, comme au Touquet-Paris-Plage ou à Berck par exemple. Les restaurants de la côte servent en général les emblématiques moules-frites.

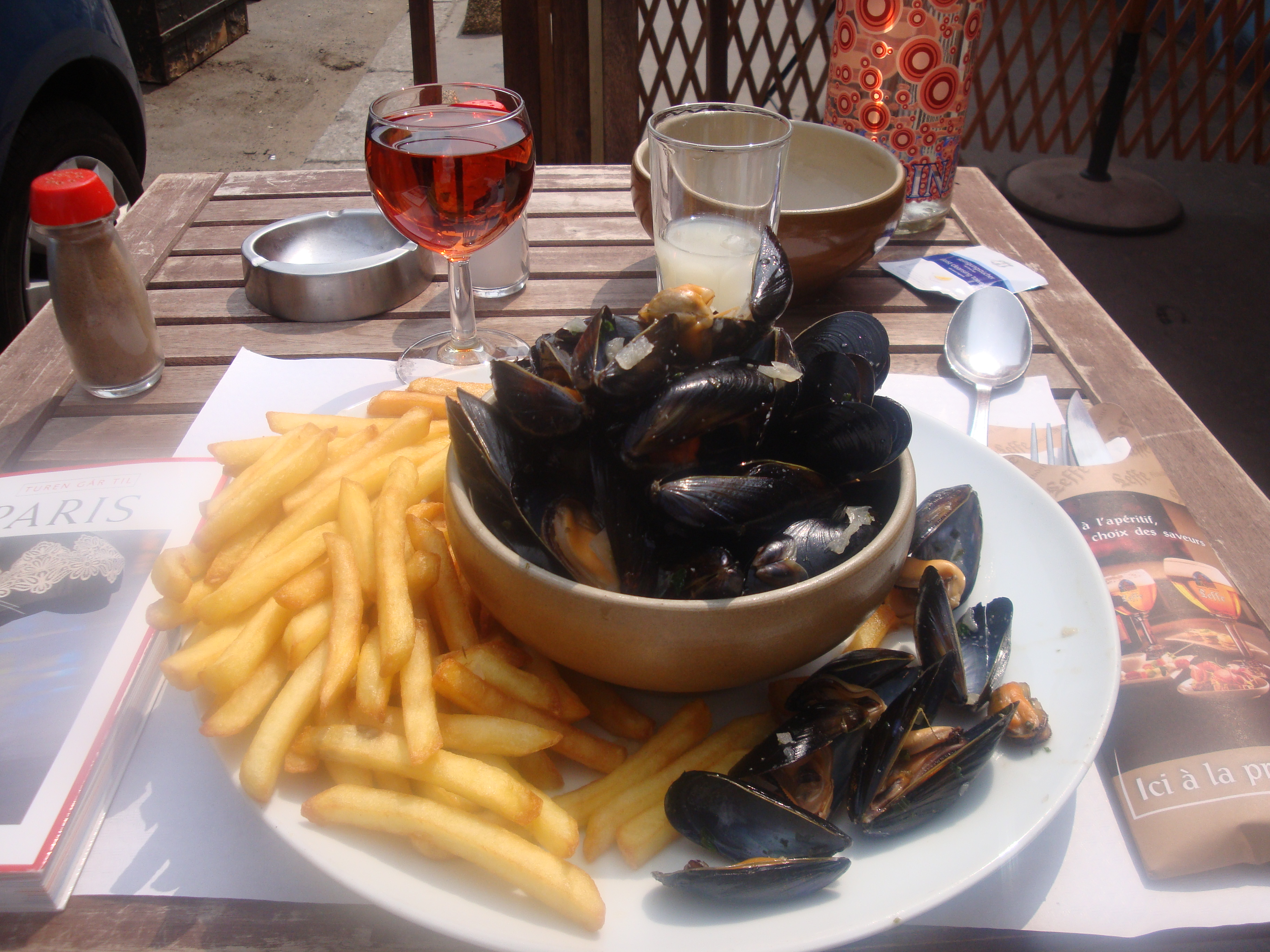
Une assiette de moules-frites.

### Sports et jeux

#### Sports
Le football est le sport le plus populaire, dans les années 1980, le Sporting Club abbevillois Football Côte picarde (appelé SCA à l'époque) jouait dans le championnat de France de deuxième division et jouent aujourd'hui en Régionale 2.
L'Enduropale se déroule chaque année au Touquet-Paris-Plage où il rassemble les fans de sports mécaniques dans une course de moto-cross d'endurance sur le sable.

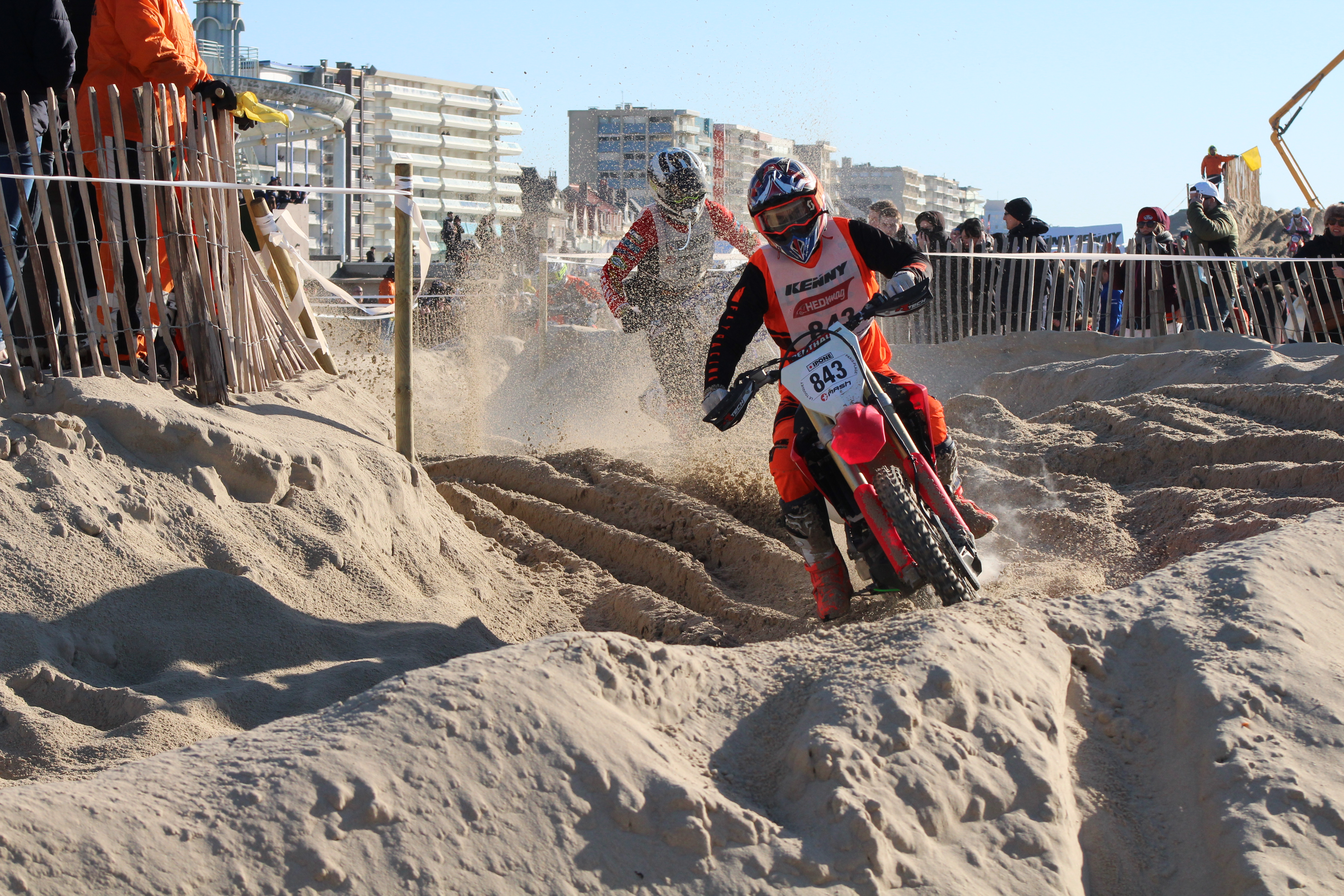
L'Enduropale en 2022.

#### Jeux
Il existe un jeu traditionnel, le jeu des quilles du Ponthieu dans lequel le but est de faire tomber plus de quilles que l'adversaire. Le gagnant est celui qui fait tomber le plus de quilles au bout de 3 lancers,. Ce jeu est classé au patrimoine culturel immatériel en France en 2012. D'autres jeux comme le jeu de l'assiette sont joués lors de fêtes locales ou dans des estaminets.

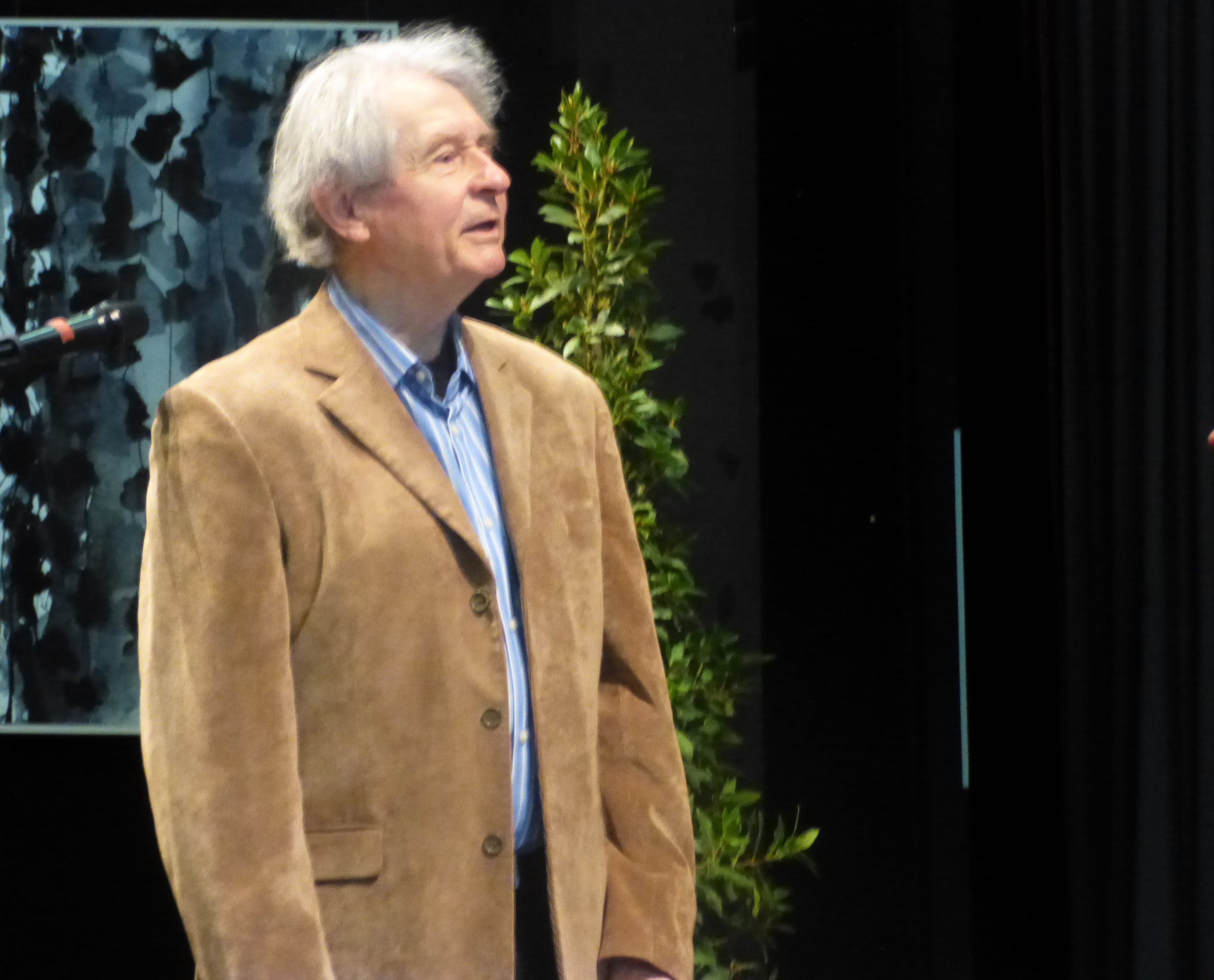
Jacques Darras.

### Personnalités
- Angilbert, proche de Charlemagne, fut le premier gouverneur du Ponthieu. Il meurt à Saint-Riquier en 814.
- Gerbert de Montreuil, poète originaire de Montreuil-sur-Mer.
- Jean Miélot, écrivain originaire de Gueschart.
- Hélisenne de Crenne, romancière originaire d'Abbeville.
- Jean-François Lesueur, compositeur originaire de Drucat.
- Charles-Hubert Millevoye, poète originaire d'Abbeville.
- Fantine, personnage fictif du roman Les Misérables de Victor Hugo, originaire de Montreuil-sur-Mer.
- Jules Verne avait un bateau et une maison au Crotoy, où il rédigea en partie Vingt Mille Lieues sous les mers[39].
- Jacques Darras, poète et essayiste, originaire de Bernay-en-Ponthieu.

### Héraldique, logotype et devise

Drapeau du Ponthieu.

Le Ponthieu n'a qu'un seul emblème, son blason issu du Comté de Ponthieu et de la Maison de Ponthieu.
| blason du Ponthieu | Les armoiries du Ponthieu se blasonnent ainsi : D'or aux trois bandes d'azur à la bordure de gueules. |

## Pour approfondir